# جيم كرايغ (لاعب دوري الرغبي)
جيم كرايغ (بالإنجليزية: Jim Craig)‏ هو لاعب دوري الرغبي نيوزيلندي، ولد في 1895 في سيدني في أستراليا، وتوفي في 13 ديسمبر 1959 في Ashfield, New South Wales ‏ في أستراليا.